# Shambu Bhagawatipu
Shambu Bhagawatipu – gaun wikas samiti w zachodniej części Nepalu w strefie Gandaki w dystrykcie Tanahu. Według nepalskiego spisu powszechnego z 2001 roku liczył on 1335 gospodarstw domowych i 7979 mieszkańców (4223 kobiet i 3756 mężczyzn).